# Kuibyschewskaja schelesnaja doroga

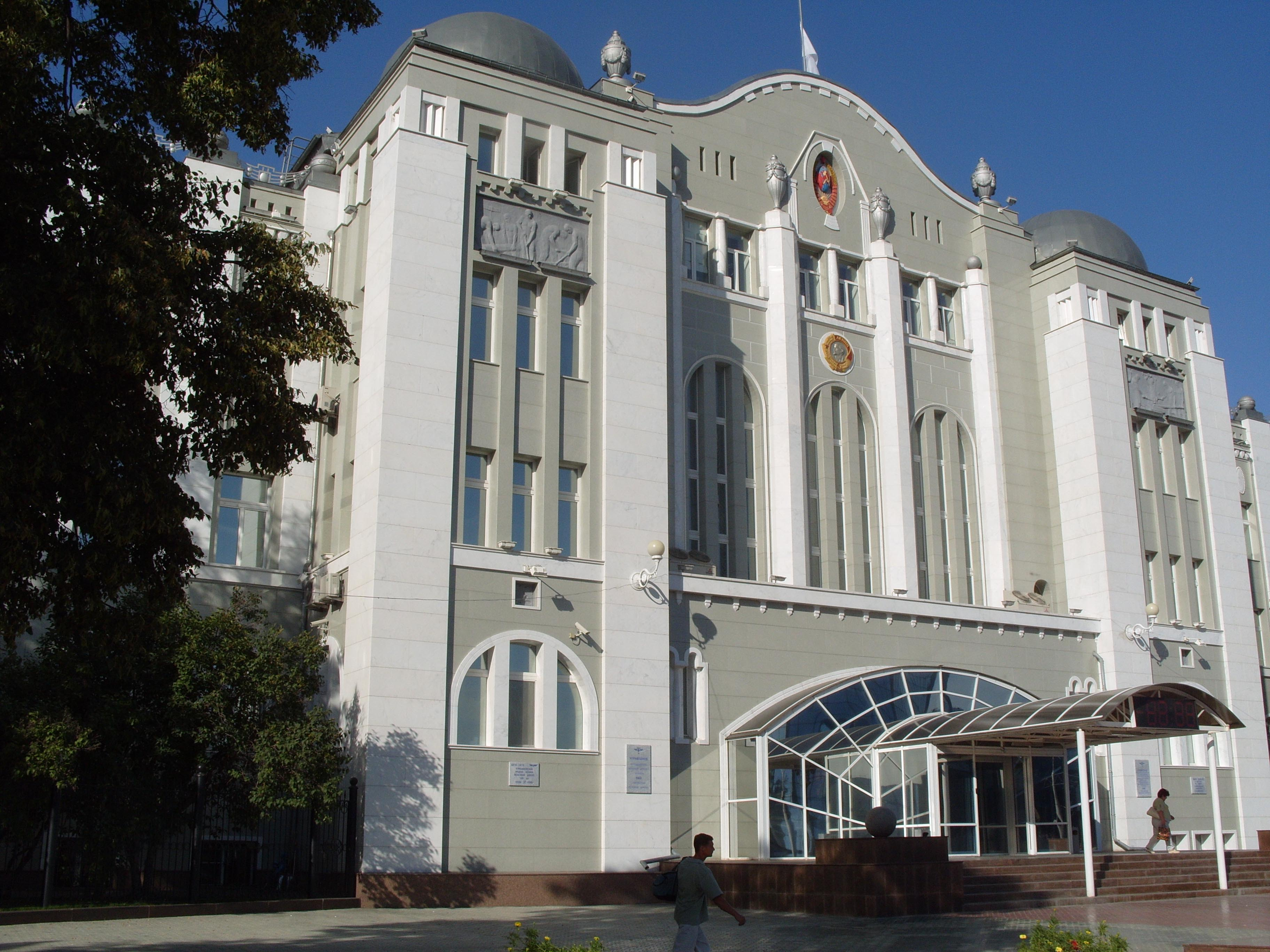
Verwaltungsgebäude der Direktion in Samara

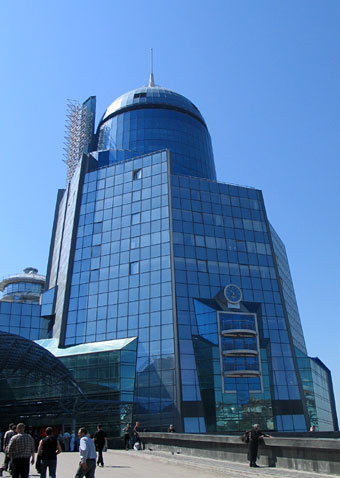
Der 2001 erbaute Hauptbahnhof von Samara ist das höchste Bahnhofsgebäude Europas

Die Kuibyschewer Eisenbahn (russisch Ку́йбышевская желе́зная доро́га / Kuibyschewskaja schelesnaja doroga) ist eine bahnbetrieblich selbstständige Filiale der Staatlichen Russischen Eisenbahnen (RŽD). Benannt ist sie nach der Stadt Samara, die 1935–1990 Kuibyschew hieß. Dort befindet sich die Verwaltung der Filiale.

## Allgemeine Daten
Die Kuibyschewer Eisenbahn betreibt in Russland ein Schienennetz von insgesamt rund 11.300 Kilometer Länge. Zum Einzugsgebiet der Filiale gehören die folgenden Föderationssubjekte Russlands:
- Oblast Samara (größtenteils; im Süden bzw. Südosten Anschluss an die Netze der Wolga- und der Südural-Eisenbahn)
- Oblast Uljanowsk (vollständige Abdeckung; im Norden Anschluss an das Netz der Gorkier Eisenbahn)
- Oblast Pensa (größtenteils; im Süden Anschluss an das Netz der Südost-Eisenbahn)
- Oblast Orenburg (teilweise; im Südosten Anschluss an das Netz der Südural-Eisenbahn)
- Republik Baschkortostan (vollständige Abdeckung; im Südosten Anschluss an das Netz der Südural-Eisenbahn)
- Oblast Tscheljabinsk (teilweise; im Osten Anschluss an das Netz der Südural-Eisenbahn)
- Republik Tatarstan (teilweise; im Nordosten Anschluss an das Netz der Gorkier Eisenbahn)
- Republik Mordowien (größtenteils; im Nordosten Anschluss an das Netz der Gorkier Eisenbahn, im Westen an das Netz der Moskauer Eisenbahn)
- Oblast Tambow (teilweise)
- Oblast Rjasan (teilweise; im Südwesten Anschluss an das Netz der Moskauer Eisenbahn)

Die Direktion selbst ist in fünf Regionalabteilungen gegliedert (Baschkortostan (Standort Ufa), Nischnekamsk, Pensa, Samara und Uljanowsk) und betreibt darüber hinaus eine Vertretung in Tatarstan (Standort Nabereschnyje Tschelny) sowie eine Parkeisenbahn in Ufa. 2008 wurden auf dem Streckennetz der Direktion 17,3 Millionen Fahrgäste im Fern- und 28,8 Millionen im Nahverkehr, des Weiteren 66,6 Millionen Tonnen Güter befördert. Die Mitarbeiterzahl der Direktion und der untergeordneten Betriebe betrug zusammen rund 52.000 Personen.

## Geschichte
Die erste Bahnstrecke aus dem heutigen Schienennetz der Kuibyschewer Eisenbahn wurde im Oktober 1874 mit der rund 500 km langen Linie Morschansk–Sysran in Betrieb genommen. Bei einer Ostverlängerung der Strecke im Jahre 1880 wurde nahe Samara die Eisenbahnbrücke Sysran über die Wolga erbaut, 1888 wurde die Verbindung nach Ufa und 1892 nach Tscheljabinsk fertiggestellt. Die staatliche Betreibergesellschaft des Netzes hieß ab 1890 Samara-Slatouster Eisenbahn. Bis 1919, als der Gesellschaft auch das Schienennetz des westlichen Ural zugeordnet wurde, entstand eine Reihe weiterer Strecken, darunter zwischen Sysran und Simbirsk und dort eine weitere Wolga-Brücke.
1936 wurde die Direktion in Kuibyschewer Eisenbahn umbenannt. Die über die Wolga führenden Strecken spielten im Zweiten Weltkrieg eine wichtige Rolle beim Gütertransport im Zuge der Evakuierung von Großbetrieben aus dem europäischen Teil der Sowjetunion in den Ural und nach Sibirien.
Ab 1943 wurden schrittweise die wichtigsten Strecken des Netzes elektrifiziert. 1971 wurde die Kuibyschewer Eisenbahn mit dem Leninorden ausgezeichnet.